# 鞭叶铁线蕨
鞭叶铁线蕨（学名：Adiantum caudatum）为铁线蕨科铁线蕨属下的一个种。